# Во имя
«Во имя» (пол. W imie) — фильм-драма 2013 года, повествующий о священнике, который пытается бороться со своей сексуальностью. По словам режиссёра картины Малгожаты Шумовской, своим фильмом она хотела вполне определённо высказать своё мнение в дискуссии, которая развернулась на страницах польской прессы относительно гомосексуальности, церкви и священников. Картина открывала программу главного конкурса на Берлинале в 2013 году.

## Сюжет
Адам — харизматичный священник, который пользуется популярностью у жителей села. Здесь же он работает с проблемной молодёжью. Сильные чувства к эксцентричному юноше по имени Лукаш заставляют его признать тот факт, что решение стать священником было связано с попыткой убежать от собственной гомосексуальности. Радость от общения с Лукашем быстро сменяется отчаянием и страхом перед мыслью, что же будет, когда жители узнают, что Адам является геем, и отвернутся от него.

## В ролях
- Анджей Хыра — Адам
- Матеуш Косьцюкевич — Лукаш
- Майя Осташевска — Ева

## Награды и номинации
На 63-м Берлинском международном кинофестивале фильм получил приз читателей журнала Siegessäule, а также главный приз в рамках премии Тедди в номинации «лучший художественный фильм». На том же кинофоруме картина номинировалась на «Золотого медведя».